# Gülzow (Meklemburgia-Pomorze Przednie)
Gülzow – gmina w Niemczech,  w kraju związkowym Meklemburgia-Pomorze Przednie, w powiecie Mecklenburgische Seenplatte, wchodząca w skład  Związku Gmin Stavenhagen.